# مارسيلو توسكانو
مارسيلو توسكانو (بالبرتغالية: Marcelo Toscano‏) (12 مايو 1985 في البرازيل – )؛ هو لاعب كرة قدم سابق كان يلعب كمهاجم.

## وصلات خارجية
- مارسيلو توسكانو على موقع رابطة كرة القدم اليابانية للمحترفين (اليابانية)
- مارسيلو توسكانو على موقع دوري كوريا الجنوبية (الإنجليزية)
- مارسيلو توسكانو على موقع قاعدة بيانات كرة القدم.إي يو (الإنجليزية)
- مارسيلو توسكانو على موقع Soccerway.com (الإنجليزية)
- مارسيلو توسكانو على موقع عالم كرة القدم.نت (الإنجليزية)
- مارسيلو توسكانو على موقع AS.com (الإسبانية)